# Mohammad Hussein Baqeri
Le major-général Mohammed Hussein Afchardi connu sous le nom de Mohammed Hussein Baqeri[réf. nécessaire] (en persan : محمد حسین باقری), né en juin 1960 à Téhéran (Iran) et mort dans la même ville le 13 juin 2025, est un militaire du corps des gardiens de la révolution islamique, chef d'état-major des Forces armées iraniennes, la plus haute position militaire en Iran, de 2016 à sa mort.

## Carrière militaire
Expert en renseignement militaire avec son expérience pendant la guerre Iran-Irak, il obtient un doctorat en géographie politique et aurait enseigné à l'Université suprême de la Défense nationale de l'Iran.
Le 8 juillet 2009, le commandant en chef des Forces armées de la république islamique d’Iran, l’ayatollah Khamenei nomme dans un décret le général Mohammad Hossein Baqeri, nouveau chef d’état-major des Forces armées à la place du général Hassan Firouzabadi. Le général Baqeri était déjà vice-président du département des renseignements et des opérations de l'état-major des forces armées et président des affaires conjointes des forces armées.
Mohammed Hussein Afchardi rejoint les gardiens de la révolution en 1980, lorsque les forces de l'opposition iranienne sous les auspices et le soutien de l'ancien régime irakien baasiste attaquent la province du Kurdistan iranien, située à la frontière du nord-ouest du pays. Il parvient, avec les forces iraniennes, à déjouer une attaque irakienne, lors de l'opération Mersad dirigée par le général Ali Sayad Shirazi.
Il est le frère de Gholam Hossein Afchordi, un des commandants tués au cours de la guerre Iran-Irak (1980-1988) et premier responsable du département des renseignements et des opérations du corps des gardiens de la révolution islamique (CGRI). En 2016, dans un entretien avec l'agence de presse Tasnim, Mohamad Hossein Bagheri s’attarde sur la situation prévalant dans la région sensible du Moyen-Orient marquée par la présence de l'État islamique et déclare : « Heureusement, nous n’avons aucun problème au niveau de la sécurité et la défense, d’autant plus que la force de dissuasion de la RII a agi si fort qu’aucun pays n’ose attaquer l’Iran ».
Plus loin dans ses propos, le chef d’état-major des Forces armées iraniennes précise : « Nous avons une marge de sécurité pour les frontières du pays. Si le groupe terroriste Daech ou tout autre élément menaçant s’approchent des frontières de la RII, nous les anéantirons dans le cadre d’une action défensive vigoureuse et forte. S’ils violent nos lignes rouges, nous défendrons naturellement nos zones de sécurité ».
Il meurt le 13 juin 2025, lors de l'opération israélienne Lion dressé, dans une frappe aérienne sur son domicile. Son épouse et sa fille sont tuées elles aussi.